# Championnat d'Europe féminin de volley-ball des moins de 18 ans 2001
Navigation
Gdansk 1999 Zagreb 2003
Le 4e championnat d'Europe de volley-ball féminin des moins de 18 ans s'est déroulé du 16 au 21 avril 2001 à Liberec (République tchèque).

## Composition des groupes
| Poule 1                                               | Poule 2                                      |
| ----------------------------------------------------- | -------------------------------------------- |
| Site : Liberec Allemagne Biélorussie Tchéquie Ukraine | Site : Liberec Espagne Italie Pologne Russie |

## Tour préliminaire

### Poule 1
| No | Équipe      | Points | Matches | Matches | Matches | Sets | Sets   | Sets  | Points | Points | Points |
| No | Équipe      | Points | joués   | gagnés  | perdus  | pour | contre | Ratio | pour   | contre | Ratio  |
| -- | ----------- | ------ | ------- | ------- | ------- | ---- | ------ | ----- | ------ | ------ | ------ |
| 1  | Allemagne   | 6      | 3       | 3       | 0       | 9    | 5      | 1.800 | 308    | 289    | 1.066  |
| 2  | Biélorussie | 5      | 3       | 2       | 1       | 8    | 4      | 2.000 | 261    | 237    | 1.101  |
| 3  | Ukraine     | 4      | 3       | 1       | 2       | 6    | 7      | 0.857 | 282    | 274    | 1.029  |
| 4  | Tchéquie    | 3      | 3       | 0       | 3       | 2    | 9      | 0.222 | 215    | 266    | 0.808  |

### Poule 2
| No | Équipe  | Points | Matches | Matches | Matches | Sets | Sets   | Sets  | Points | Points | Points |
| No | Équipe  | Points | joués   | gagnés  | perdus  | pour | contre | Ratio | pour   | contre | Ratio  |
| -- | ------- | ------ | ------- | ------- | ------- | ---- | ------ | ----- | ------ | ------ | ------ |
| 1  | Pologne | 6      | 3       | 3       | 0       | 9    | 2      | 4.500 | 262    | 198    | 1.323  |
| 2  | Italie  | 5      | 3       | 2       | 1       | 8    | 3      | 2.667 | 244    | 218    | 1.119  |
| 3  | Russie  | 4      | 3       | 1       | 2       | 3    | 6      | 0.500 | 196    | 204    | 0.961  |
| 4  | Espagne | 3      | 3       | 0       | 3       | 0    | 9      | 0.000 | 143    | 225    | 0.636  |

## Phase finale

### Classement 5-8
|  | Tour de classement                          | Tour de classement                    |          |   | 5e place                              | 5e place                              |
|  | Tour de classement                          | Tour de classement                    |          |   | 5e place                              | 5e place                              |
|  |                                             |                                       |          |   |                                       |                                       |
|  | Liberec, 20-04-01 (25:22 25:16 25:20)       | Liberec, 20-04-01 (25:22 25:16 25:20) |          |   | Liberec, 21-04-01 (25:13 25:18 25:13) | Liberec, 21-04-01 (25:13 25:18 25:13) |
|  | Liberec, 20-04-01 (25:22 25:16 25:20)       | Liberec, 20-04-01 (25:22 25:16 25:20) |          |   | Liberec, 21-04-01 (25:13 25:18 25:13) | Liberec, 21-04-01 (25:13 25:18 25:13) |
|  | Russie                                      | 3                                     |          |   | Liberec, 21-04-01 (25:13 25:18 25:13) | Liberec, 21-04-01 (25:13 25:18 25:13) |
|  | Russie                                      | 3                                     |          |   | Liberec, 21-04-01 (25:13 25:18 25:13) | Liberec, 21-04-01 (25:13 25:18 25:13) |
|  | Tchéquie                                    | 0                                     |          |   | Liberec, 21-04-01 (25:13 25:18 25:13) | Liberec, 21-04-01 (25:13 25:18 25:13) |
|  | Tchéquie                                    | 0                                     | Russie   | 3 |                                       |                                       |
|  | Liberec, 20-04-01 (25:22 23:25 25:14 25:17) |                                       | Russie   | 3 |                                       |                                       |
|  |                                             | Espagne                               | 0        |   |                                       |                                       |
|  | Espagne                                     | Espagne                               | 0        | 3 |                                       |                                       |
|  | Espagne                                     |                                       |          | 3 |                                       |                                       |
|  | Ukraine                                     | 1                                     |          |   |                                       |                                       |
|  | Ukraine                                     | 1                                     | 7e place |   |                                       |                                       |
|  |                                             |                                       |          |   |                                       |                                       |
|  | Liberec, 21-04-01 (25:17 25:17 25:19)       |                                       |          |   |                                       |                                       |
|  |                                             |                                       |          |   |                                       |                                       |
|  | Tchéquie                                    | 3                                     |          |   |                                       |                                       |
|  | Tchéquie                                    | 3                                     |          |   |                                       |                                       |
|  | Ukraine                                     | 0                                     |          |   |                                       |                                       |
|  | Ukraine                                     | 0                                     |          |   |                                       |                                       |

### Classement 1-4
|  | Demi-finales                                | Demi-finales                                |                        |   | Finale                                       | Finale                                       |
|  | Demi-finales                                | Demi-finales                                |                        |   | Finale                                       | Finale                                       |
|  |                                             |                                             |                        |   |                                              |                                              |
|  | Liberec, 20-04-01 (25:23 25:27 19:25 22:25) | Liberec, 20-04-01 (25:23 25:27 19:25 22:25) |                        |   | Liberec, 21-04-01 (25:21 25:21 17:25 24:26 ) | Liberec, 21-04-01 (25:21 25:21 17:25 24:26 ) |
|  | Liberec, 20-04-01 (25:23 25:27 19:25 22:25) | Liberec, 20-04-01 (25:23 25:27 19:25 22:25) |                        |   | Liberec, 21-04-01 (25:21 25:21 17:25 24:26 ) | Liberec, 21-04-01 (25:21 25:21 17:25 24:26 ) |
|  | Allemagne                                   | 1                                           |                        |   | Liberec, 21-04-01 (25:21 25:21 17:25 24:26 ) | Liberec, 21-04-01 (25:21 25:21 17:25 24:26 ) |
|  | Allemagne                                   | 1                                           |                        |   | Liberec, 21-04-01 (25:21 25:21 17:25 24:26 ) | Liberec, 21-04-01 (25:21 25:21 17:25 24:26 ) |
|  | Italie                                      | 3                                           |                        |   | Liberec, 21-04-01 (25:21 25:21 17:25 24:26 ) | Liberec, 21-04-01 (25:21 25:21 17:25 24:26 ) |
|  | Italie                                      | 3                                           | Italie                 | 3 |                                              |                                              |
|  | Liberec, 20-04-01 (25:23 25:17 25:22)       |                                             | Italie                 | 3 |                                              |                                              |
|  |                                             | Pologne                                     | 1                      |   |                                              |                                              |
|  | Pologne                                     | Pologne                                     | 1                      | 3 |                                              |                                              |
|  | Pologne                                     |                                             |                        | 3 |                                              |                                              |
|  | Biélorussie                                 | 0                                           |                        |   |                                              |                                              |
|  | Biélorussie                                 | 0                                           | Match pour la 3e place |   |                                              |                                              |
|  |                                             |                                             |                        |   |                                              |                                              |
|  | Liberec, 21-04-01 (21:25 15:25 12:25)       |                                             |                        |   |                                              |                                              |
|  |                                             |                                             |                        |   |                                              |                                              |
|  | Allemagne                                   | 0                                           |                        |   |                                              |                                              |
|  | Allemagne                                   | 0                                           |                        |   |                                              |                                              |
|  | Biélorussie                                 | 3                                           |                        |   |                                              |                                              |
|  | Biélorussie                                 | 3                                           |                        |   |                                              |                                              |

## Classement final
| Place              | Équipe             |
| ------------------ | ------------------ |
| Médaille d'or      | Italie             |
| Médaille d'argent  | Pologne            |
| Médaille de bronze | Biélorussie        |
| 4                  | Allemagne          |
| 5                  | Russie             |
| 6                  | Espagne            |
| 7                  | République tchèque |
| 8                  | Ukraine            |

## Distinctions individuelles
- MVP : Valentina Fiorin
- Meilleure attaquante : Anna Barańska
- Meilleure serveuse : Kathleen Weiß
- Meilleure contreuse : Marina Tumas
- Meilleure passeuse : Francesca Ferretti
- Meilleure libero : Sara Paris